# توس نقره‌ای
توس نقره‌ای (نام علمی: Betula pendula) نام یک گونه از سرده توس است.
برگ‌های درخت توس به شکل لوزی، نوک‌تیز و دندانه‌دار است. میوه توس به شکلی شبیه شاتوت دراز می‌باشد که نر آن در پائیز و ماده آن در بهار ظاهر می‌شود. پوست تنه این درخت سفید رنگ بوده که در سن بیست سالگی به صورت نوارهائی شبیه کاغذ از آن جدا می‌شود. برگ، پوست تنه و شیره این درخت مصرف طبی دارند. این درخت بین ۱۲۰ تا ۱۵۰ سال عمر می‌کند و چوبی سخت و سفیدی دارد که در کارهای گوناگون نجاری به کار می رود.